# Plyschmossa
Plyschmossa (Ditrichum flexicaule) är en bladmossart som beskrevs av Georg Ernst Ludwig Hampe 1867. Plyschmossa ingår i släktet grusmossor, och familjen Ditrichaceae. Arten är reproducerande i Sverige. Inga underarter finns listade i Catalogue of Life.

## Bildgalleri

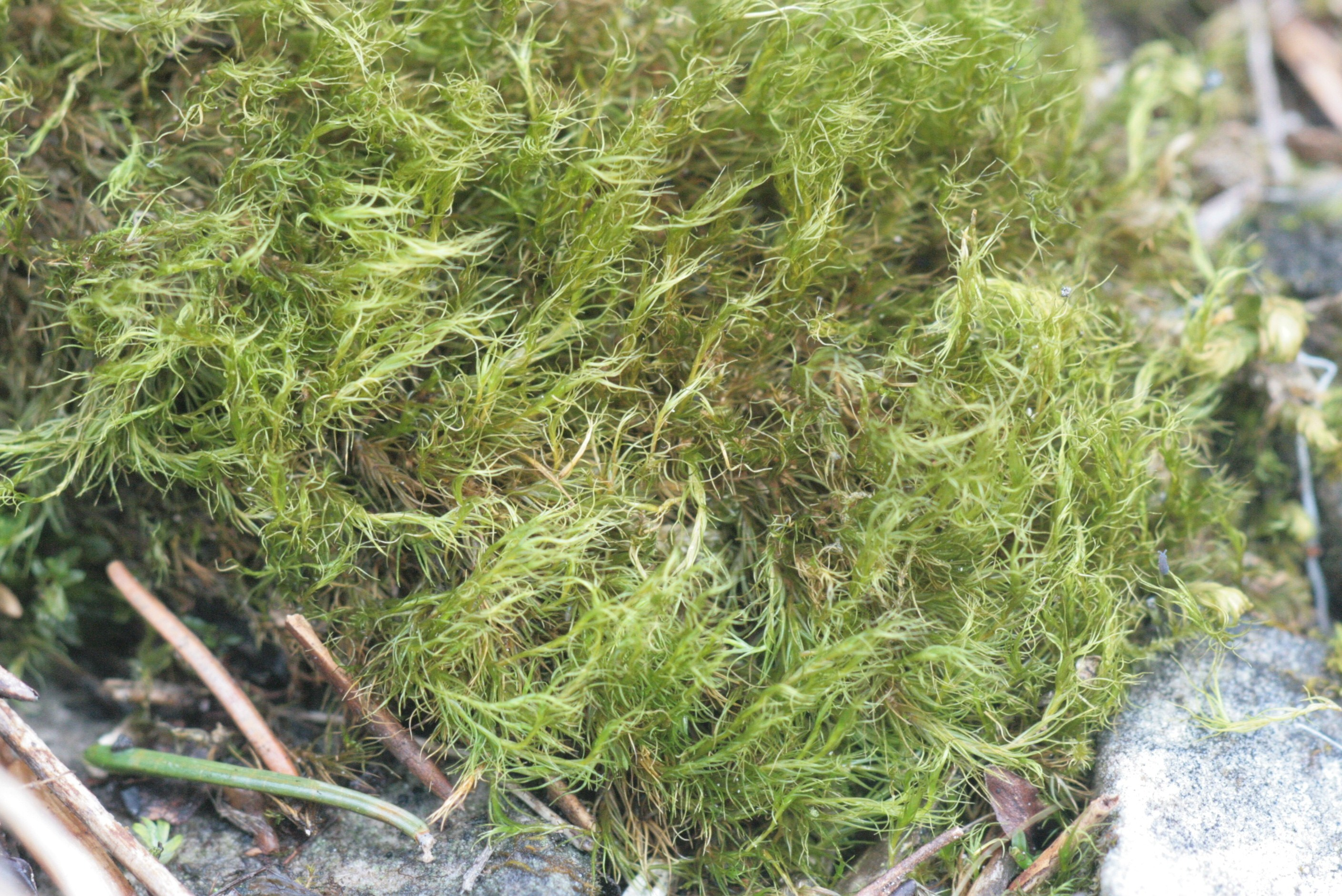
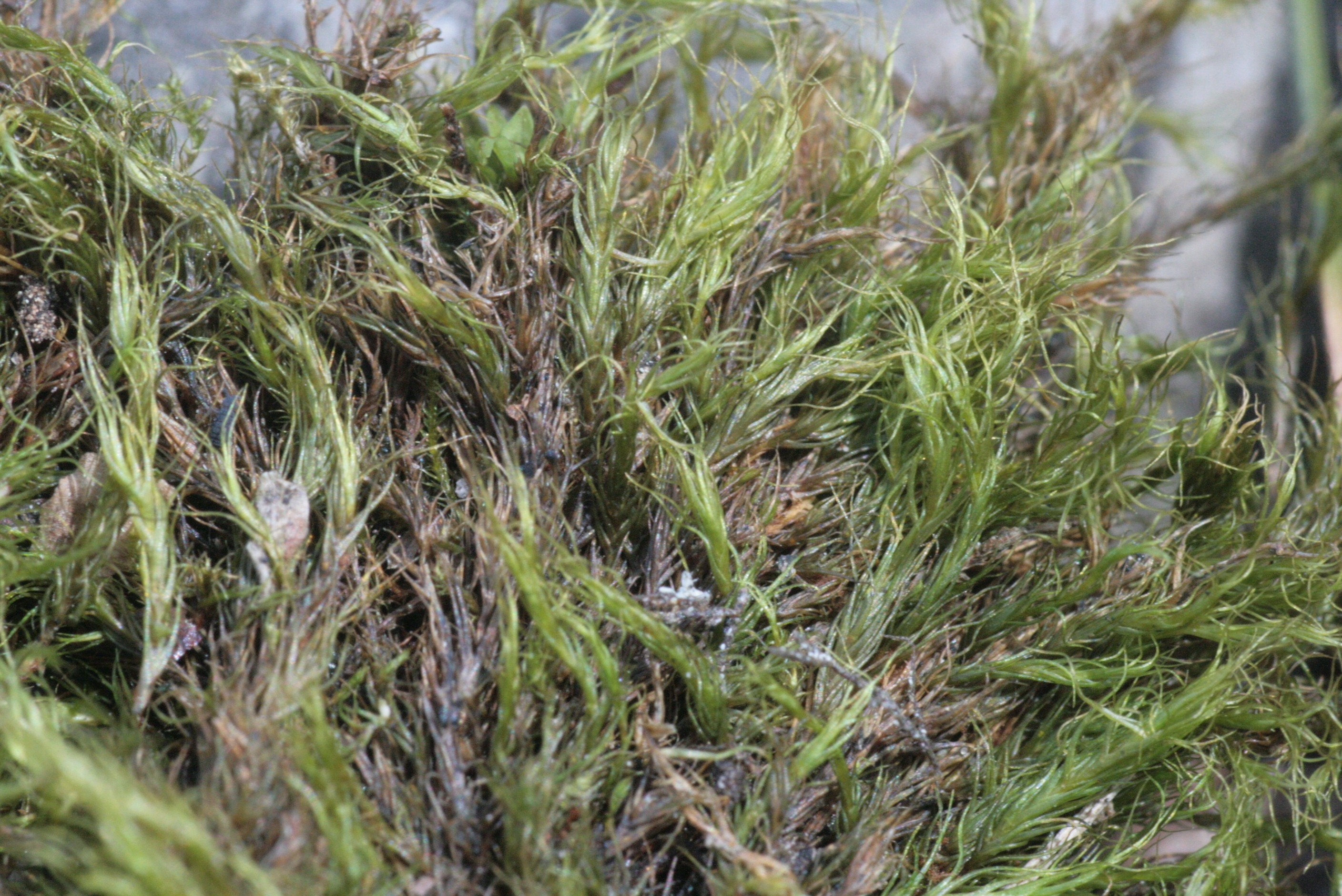
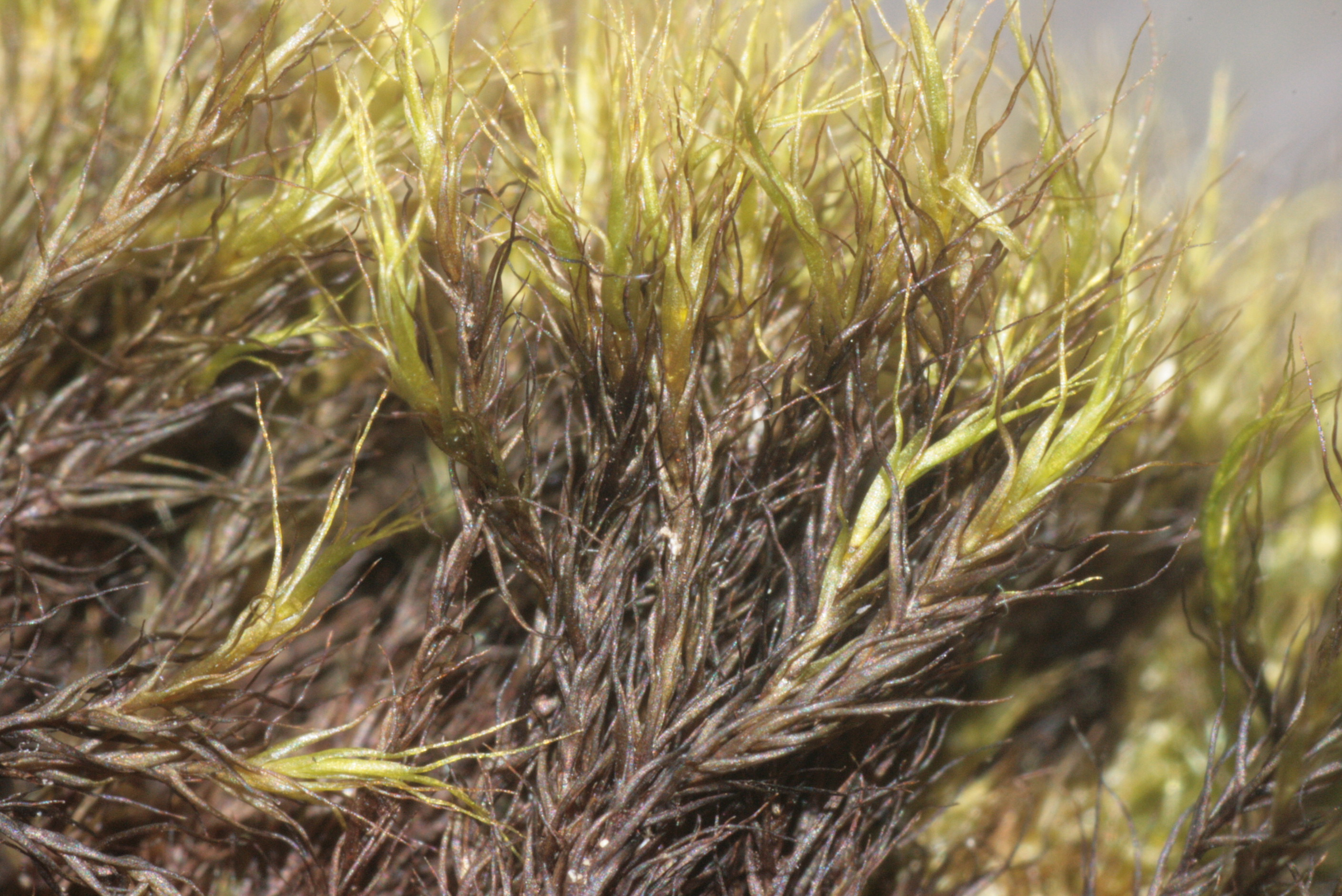
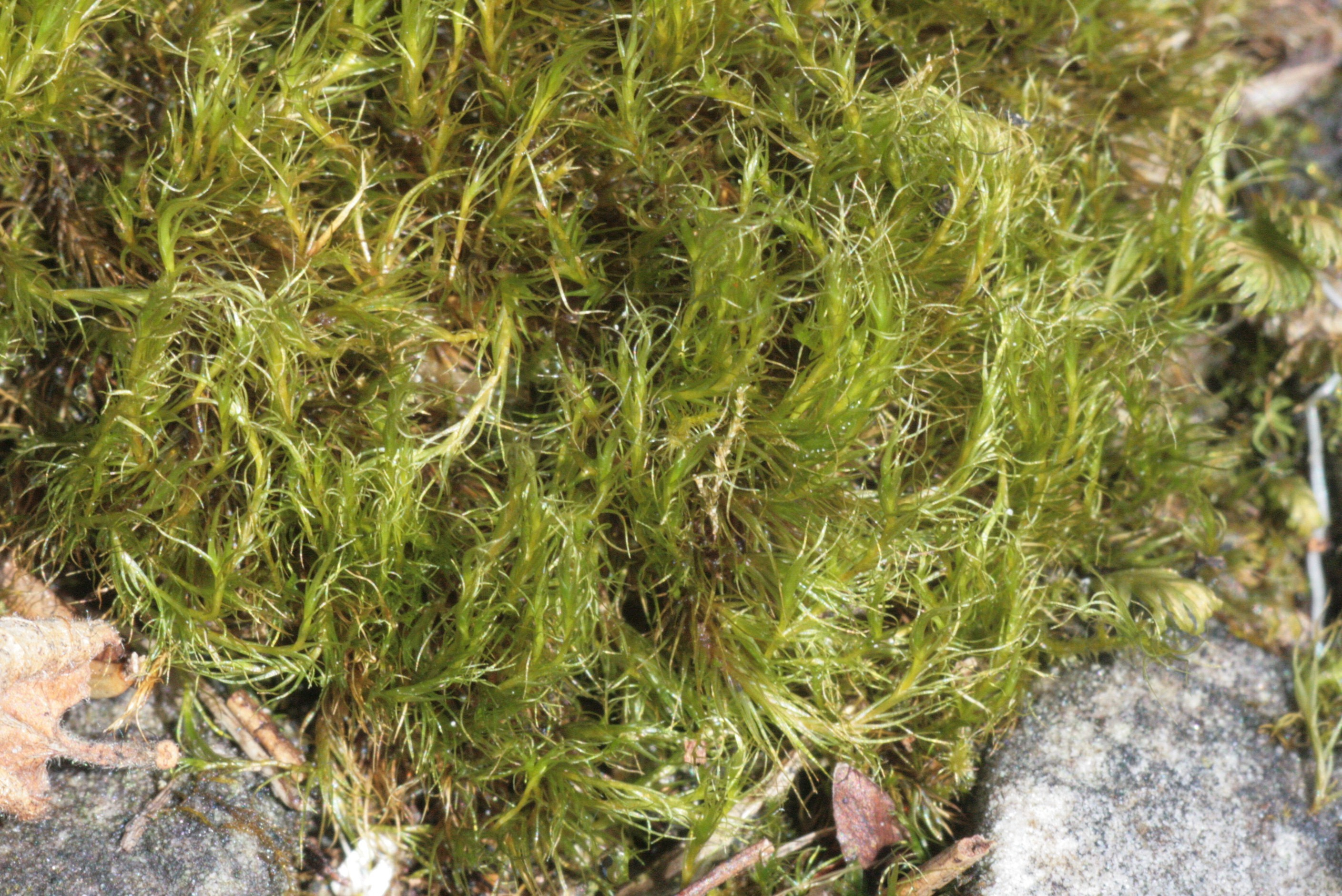
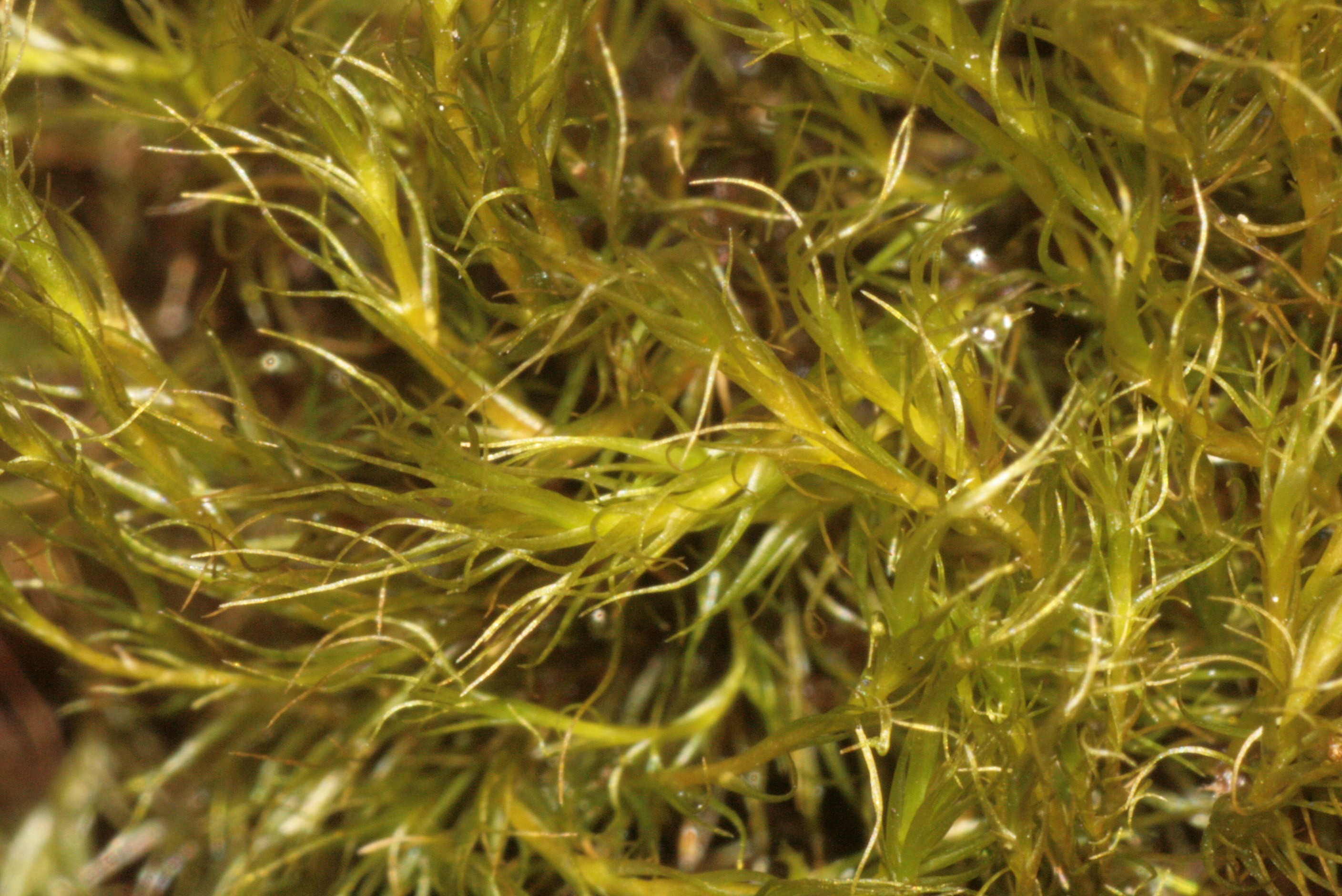
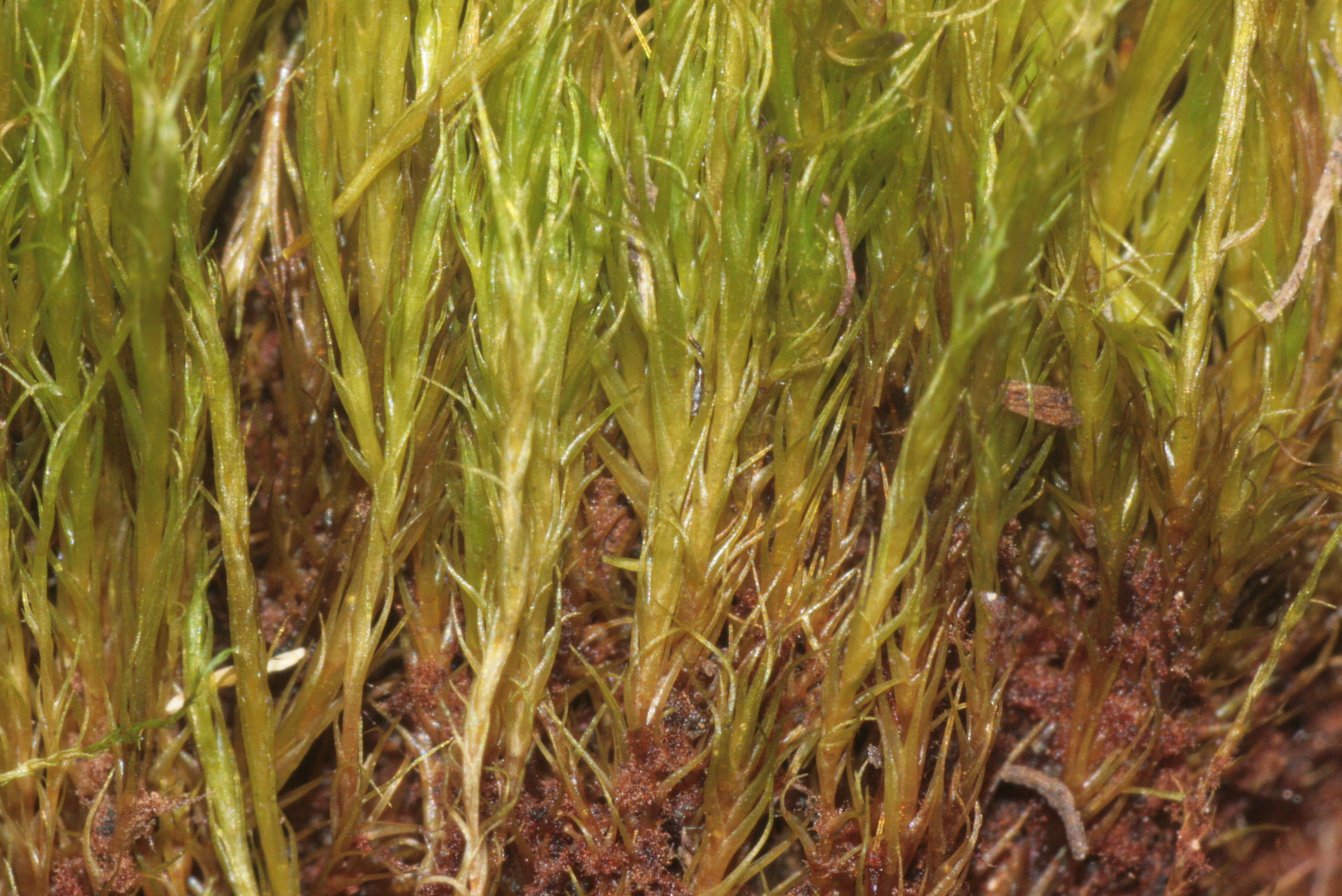